# Boguszyce (województwo opolskie)
Boguszyce (dodatkowa nazwa w j. niem. Boguschütz) – wieś w Polsce położona w województwie opolskim, w powiecie opolskim, w gminie Prószków.
W latach 1954–1972 wieś należała i była siedzibą władz gromady Boguszyce. Od 1950 miejscowość administracyjnie należy do województwa opolskiego.

## Nazwa
Nazwa wsi jest staropolską nazwą patronimiczną pochodzącą od polskiego imienia męskiego Bogusz, które jest derywatem imienia Bogusław. Nazwy te tworzono od właścicieli lub założycieli miejscowości, ewentualnie jego potomków. Niemiecki językoznawca Heinrich Adamy swoim dziele o nazwach miejscowości na Śląsku wydanym w 1888 roku we Wrocławiu wymienia jako najstarszą zanotowaną nazwę miejscowości Bogusice podając jej znaczenie "Dorf des Bogusch" czyli po polsku "Wieś Bogusza". Pojawia się ona po raz pierwszy w spisanych po łacinie dokumentach księcia Władysława Opolczyka z 1260 roku jako Bogusici. Nazwa w historii została zapisana w wielu wariantach: „Bogusici”, „Bogussicz”, „Boguschicze”, „Bogschitz”, „Boguschütz”.
W alfabetycznym spisie miejscowości na terenie Śląska wydanym w 1830 roku we Wrocławiu przez Johanna Knie miejscowość występuje pod polską nazwą Bogusic oraz nazwą zgermanizowaną Boguschütz. Polską nazwę Boguszyce oraz niemiecką Boguschütz wymienia w 1896 roku śląski pisarz Konstanty Damrot w książce o nazewnictwie miejscowym na Śląsku. Słownik geograficzny Królestwa Polskiego wydany pod koniec wieku XIX podaje dwie polskie nazwy miejscowości – Boguszyce i jako starszą – Bogusice oraz niemiecką Boguschütz.
Po dojściu do władzy w Niemczech narodowych socjalistów nazwa miejscowości została zmieniona w 1936 roku na całkowicie niemiecką „Gottesdorf” (1936-1945).

## Historia
W 1783 roku zamieszkiwało Boguszyce tylko 170 osób, wieś miała jedną rozwiniętą jak na tamte czasy i potrzeby sieć usług, gdyż oprócz rolników mieszkali w niej młynarz, kowal, szynkarz i rybak. Sto lat później oprócz młyna wodnego stał też wiatrak, uruchomiono wapiennik, a jeszcze nieco później tartak. Kilka rodzin zajmowało się handlem krupami (kaszą).
Około 1850 roku przeprowadzono we wsi pierwsze scalenia i komasację gruntów. Podzielono wówczas gospodarzy na kilka grup, w zależności od posiadanej ziemi. „Arystokrację” wiejską tworzyli gburzy, mający od 25 do 50 hektarów. Odpowiednio mniej ziemi mieli trzyćwiertnicy i półgburzy. U dołu drabiny byli zagrodnicy gospodarujący na około 7 hektarach, a na samym dole chałupnicy, którzy posiadali tylko dom i niewielkie poletko. W 1864 roku gospodarzyło w Boguszycach 17 półgburów, trzyćwiertników i gburów, 19 zagrodników i 12 chałupników.
W miejscowej szkole uczyły się także dzieci z Chrzowic i Źlinic.
Podczas plebiscytu w 1921 roku 178 osób głosowało za Polską, a 149 za Niemcami.
Najbardziej tragicznym okresem w najnowszych dziejach miejscowości był styczeń 1945 roku, kiedy to wkraczające do wsi wojska radzieckie zamordowały w ciągu kilku dni około 270 mieszkańców (ta liczba może być większa, gdyż w tym czasie przybyło tutaj wielu uciekinierów z prawobrzeżnego Opola; Mark Sołonin podaje rozstrzelanie 23 stycznia 1945 270 osób, w tym małych dzieci, oraz 20-40 członków bractwa maryjnego). Doszło też do wielu gwałtów na miejscowych kobietach. Jednym z powodów masakry miejscowej ludności była nieodpowiedzialna decyzja miejscowego Ortsgruppenleitera NSDAP, który nakazał członkom Volkssturmu i Hitlerjugend utworzyć punkty oporu w piwnicach domów należących do miejscowej ludności. W wyniku tych działań Sowieci podjęli akcję palenia zabudowań i mordowali w odwecie miejscowa ludność.

## Zabytki
Do wojewódzkiego rejestru zabytków wpisany jest:
- ruina wapiennika, z XIX w.
- kościół parafialny pw. Świętej Trójcy, 1867-1872. Kościół budowali mieszkańcy wsi Boguszyce i Źlinice. W latach 1872–1876 wybudowano plebanię, składającą się z domu mieszkalnego, stodoły, obory i szopy. Założono też przy niej sad. Do 1925 roku nabożeństwa odbywały się w języku polskim, od roku 1925-1939 jedno nabożeństwo po polsku i drugie po niemiecku. W czasie drugiej wojny światowej tylko w języku niemieckim.